# Porokeratose
Eine Porokeratose (von altgriechisch πόρος poros, deutsch ‚Pore‘ und altgriechisch κέρας kéras, deutsch ‚Horn‘) ist eine Krankheitsgruppe von erworbenen oder angeborenen Verhornungsstörungen der Epidermis mit Bildung einer kornoiden Lamelle (ein schräg der Epidermis überragender schornsteinförmiger Hornkegel).
Synonyme für die „klassische“ Form sind: Parakeratosis Mibelli; lateinisch Parakeratosis anularis; Parakeratosis centrifugata excentrica; Keratoma excentricum; englisch Mantoux’ syndrome.
Die Bezeichnung bezieht sich auf den Erstautor der Erstbeschreibung aus dem Jahre 1893 durch den italienischen Dermatologen Vittorio Mibelli (* 18. Februar 1860 in Portoferraio, Elba, † 26. April 1910 in Parma).

## Verbreitung
Die Häufigkeit ist nicht bekannt, die Vererbung erfolgt autosomal-dominant.

## Einteilung
Je nach zugrundeliegender Ursache werden zahlreiche Formen unterschieden:
- Porokeratosis 1 („Klassische“ Form; Mibelli Typ; POROK1;  Porokeratosis Mibelli; Porokeratosis superficialis disseminata actinica)[7][8]
- Porokeratosis 2 (Porokeratosis palmaris et disseminata), Lokalisation palmar, plantar und disseminiert,  mit Mutationen im Chromosom 12 am Genort q24.1-q24.2[9][10]
- Porokeratosis 3 (disseminiert, aktinisch, superfiziell), mit Mutationen im MVK-Gen im Chromosom 12 am Genort q24.11[11]
- Porokeratosis 4 (disseminiert, aktinisch, superfiziell), mit Mutationen im Chromosom 15 am Genort q25-q26.1[12]
- Porokeratosis 5 (disseminiert, aktinisch, superfiziell), mit Mutationen im Chromosom 1 am Genort p31.3-p31.1[13]
- Porokeratosis 6 (disseminiert, aktinisch, superfiziell)[14]
- Porokeratosis 7 (disseminiert, aktinisch, superfiziell), mit Mutationen Chromosom 16 am Genort q24.1-q24.3[15]
- Porokeratosis 8 (disseminiert, aktinisch, superfiziell), mit Mutationen im SLC17A9-Gen im Chromosom 20 am Genort q13.33[16]

Die Typen 3–8 können zusammengefasst als Porokeratose, aktinische disseminierte superfizielle bezeichnet werden.
Die Sonderform Porokeratose, palmoplantare, Typ Mantoux wird jetzt als Palmoplantarkeratose, punktierte, Typ II geführt.

## Klinische Erscheinungen
Klinische Kriterien für die „klassische“ Form sind:
- Einzelne oder multiple Läsionen, scharf umschrieben, eventuell girlandenförmig, auch geschuppt
- Beginn in jedem Alter
- Lokalisation am Rumpf, den Extremitäten auch an den Schleimhäuten
- Anfänglich verruköse Papeln, dann periphere Ausbreitung, zentrale Einsenkung, Bildung eines Randwalles mit Hornleiste
- Langsame Entstehung und Ausbreitung mit spontaner Rückbildung

Verschiedene Formen können auch zusammen bei einem Patienten auftreten gehäuft finden sie sich bei Menschen mit Immundefekten, insbesondere nach Organtransplantationen.

## Pathologie
Histologisch finden sich kornoide Lamellen mit abgeflachter Epidermis und oft zentral lymphohistiozytären Infiltraten.

## Prognose
Die Gesamtprognose ist günstig, allerdings besteht bei weniger als 10 % die Möglichkeit einer malignen Transformation, hauptsächlich in ein Plattenepithelkarzinom.